# Wall of Sound (vydavatelství)
Wall of Sound je britské nezávislé hudební vydavatelství, které v roce 1994 založil Mark Jones. Věnuje se převážně vydávání elektronické hudby. Mezi umělce, kteří zde vydávali své nahrávky, patří například The Human League, The Shortwave Set, Scala & Kolacny Brothers nebo Reverend and the Makers. Wall of Soud je mateřskou společností vydavatelství Bad Magic Records.